# Équipe de France féminine de football des moins de 16 ans
Cet article traite de l'équipe féminine. Pour l'équipe masculine, voir Équipe de France de football des moins de 16 ans.
Maillots
L'équipe de France féminine de football des moins de 16 ans est l'équipe nationale féminine qui représente la France en football dans la catégorie des joueuses de moins de 16 ans sous l'égide de la Fédération française de football (FFF).

## Historique
Le premier match de cette sélection a lieu le 17 février 2009 contre l'Angleterre. Après un deuxième match amical contre les Anglaises, la sélection participe à la Nordic Cup, compétition sous forme de tournoi qui se déroule en Suède en été 2009. La France se classe quatrième après une défaite aux tirs au but en match de classement contre la Norvège.
En 2010, la sélection dispute deux matchs amicaux contre son homologue allemande.

## Palmarès
- Nordic Cup U16 : Vainqueur (2011)[1]

## Sélectionneurs
Sources : FFF et Footoféminin
- 1993-1997 : Bruno Bini
- 2007 : Gérard Sergent
- 2008 : Francisco Rubio
- 2009 : Gérard Sergent
- 2010-2011 : Francisco Rubio
- 2011-2014 : Guy Ferrier
- 2015-2019 : Cécile Locatelli
- 2019-2020 : Peggy Provost
- 2020- : Nathalie Jarosz[2]

## Résultats
Le tableau suivant recense les rencontres de l'équipe de France de football féminin des moins de 16 ans. Le nombre de buts marqués par l'équipe est indiqué en premier dans le score.
| Match | Date            | Adversaire | Score            | Lieu                              | Compétition  |
| ----- | --------------- | ---------- | ---------------- | --------------------------------- | ------------ |
| 1     | 17 février 2009 | Angleterre | 1-0              | Angleterre, Londres               | Match amical |
| 2     | 19 février 2009 | Angleterre | 5-0              | Angleterre, Londres               | Match amical |
| 3     | 29 juin 2009    | Danemark   | 0-0 (5-6 t.a.b.) | Suède, Karlstad                   | Nordic Cup   |
| 4     | 30 juin 2009    | Finlande   | 4-1              | Suède, Säffle                     | Nordic Cup   |
| 5     | 2 juillet 2009  | Suède      | 0-2              | Suède, Sunne                      | Nordic Cup   |
| 6     | 4 juillet 2009  | Norvège    | 3-3 (2-4 t.a.b.) | Suède                             | Nordic Cup   |
| 7     | 18 mai 2010     | Allemagne  | 0-1              | France, Sainte-Geneviève-des-Bois | Match amical |
| 8     | 20 mai 2010     | Allemagne  | 1-2              | France, Crosne                    | Match amical |

## Statistiques
Le bilan de la sélection sur les années 2009-2010 est de trois victoires, deux matchs nuls et trois défaites. Les deux matchs nuls se terminent par des séances de tirs au but perdues.
Les principaux adversaires de l'équipe de France sont l'Allemagne et l'Angleterre, contre qui elle joue deux matchs. Le bilan contre les Allemandes est négatif - deux défaites -, celui contre l'Angleterre est positif - 2 victoires.